# 密叶瘤足蕨
大叶瘤足蕨（学名：Plagiogyria pycnophylla）也称大叶瘤足蕨、短叶瘤足蕨、大理瘤足蕨、尖齿瘤足蕨、绒毛瘤足蕨、滇西瘤足蕨、怒江瘤足蕨、景东瘤足蕨、披针瘤足蕨，为瘤足蕨科瘤足蕨属下的一个种。